# Alepes djedaba
Alepes djedaba är en fiskart som först beskrevs av Peter Forsskål, 1775.  Alepes djedaba ingår i släktet Alepes, och familjen taggmakrillfiskar. Inga underarter finns listade.